# Olivier Dhauholou
Ciryack Olivier Dhauholou (6 juni 1997) is een Ivoriaans voetballer die in het seizoen 2019/20 door RSC Anderlecht wordt uitgeleend aan Waasland-Beveren. Dhauholou is een aanvaller.

## Carrière
Dhauholou maakte als tiener de overstap uit Ivoorkust naar de jeugdopleiding van RSC Anderlecht. Hij had in zijn thuisland nog nooit in clubverband gespeeld: Anderlecht ontdekte hem op een rekruteringstoernooi. Eind 2018 haalde toenmalig Anderlecht-trainer Hein Van Haezebrouck hem voorzichtig naar de A-kern van paars-wit. Officiële speelminuten kreeg hij dat seizoen echter niet bij Anderlecht, mede vanwege een hele resem spierblessures.
In september 2019 werd hij voor één seizoen uitgeleend aan Waasland-Beveren, waar hij vanwege zijn blessuregevoeligheid pas op 6 december 2019 zijn debuut kon maken in de competitiewedstrijd tegen Antwerp FC. In januari 2020 leek er beterschap op komst: Dhauholou werkte na een nieuwe blessure een goede af met de A-kern, maar liep tijdens een beloftenwedstrijd tegen Sporting Charleroi een kuitbeenbreuk op, waardoor zijn seizoen erop zat. Zijn uitleenbeurt aan Waasland-Beveren bleef dus beperkt tot een invalbeurt van 21 minuten tegen Antwerp.

## Clubstatistieken
| Seizoen         | Club               | Land            | Competitie         | Competitie | Competitie | Beker | Beker | Europees | Europees | Totaal | Totaal |
| Seizoen         | Club               | Land            | Competitie         | Wed.       | Dlp.       | Wed.  | Dlp.  | Wed.     | Dlp.     | Wed.   | Dlp.   |
| --------------- | ------------------ | --------------- | ------------------ | ---------- | ---------- | ----- | ----- | -------- | -------- | ------ | ------ |
| 2018/19         | RSC Anderlecht     | Vlag van België | Jupiler Pro League | 0          | 0          | 0     | 0     | 0        | 0        | 0      | 0      |
| 2019/20         | → Waasland-Beveren | Vlag van België | Jupiler Pro League | 1          | 0          | 0     | 0     | —        | —        | 1      | 0      |
| Carrière totaal | Carrière totaal    | Carrière totaal | Carrière totaal    | 1          | 0          | 0     | 0     | 0        | 0        | 1      | 0      |

Bijgewerkt op 3 augustus 2020.